# Ногай-Тама
Нога́й-Тама́ (укр. Ногай-Тама, крымскотат. Noğay Tama, Ногъай Тама) — упразднённое село в Джанкойском районе Республики Крым, располагавшееся на западе района, включённое в состав Новокрымского. Сейчас — восточная окраина села.

## История
Селение Ногай-Тама, судя по доступным историческим документам, возникло в Богемской волости Перекопского уезда в 1890-х годах, поскольку впервые встречается в «…Памятной книжке Таврической губернии на 1900 год», согласно которой в Ногай-Таме, входившей в Бурлак-Таминское сельское общество, числилось 77 жителей в 10 дворах. По Статистическому справочнику Таврической губернии. Ч.II-я. Статистический очерк, выпуск пятый Перекопский уезд, 1915 год, в деревне Ногай-Тама Богемской волости Перекопского уезда числилось 10 дворов (все дворы безземельные) с населением в количестве 16 человек приписных жителей и 16 — «посторонних», без указания национальностей, из которых 16 мужчин и 16 женщин. Жители землёй не владели, но за селением числилось 12 десятин земли. В хозяйствах имелось 17 лошадей и 3 коровы.
После установления в Крыму Советской власти, по постановлению Крымревкома от 8 января 1921 года № 206 «Об изменении административных границ» была упразднена волостная система и в составе Джанкойского уезда был создан Джанкойский район. В 1922 году уезды преобразовали в округа. 11 октября 1923 года, согласно постановлению ВЦИК, в административное деление Крымской АССР были внесены изменения, в результате которых округа были ликвидированы, основной административной единицей стал Джанкойский район и село включили в его состав. Согласно Списку населённых пунктов Крымской АССР по Всесоюзной переписи 17 декабря 1926 года, в селе Ногай-Тома, Борлак-Томакского сельсовета Джанкойского района, числилось 16 дворов, все крестьянские, население составляло 71 человек, из них 34 русских, 33 чеха, 4 немца.
После освобождения Крыма от нацистов в апреле, 12 августа 1944 года было принято постановление № ГОКО-6372с «О переселении колхозников в районы Крыма» и в сентябре 1944 года в район приехали первые новоселы (27 семей) из Каменец-Подольской и Киевской областей, а в начале 1950-х годов последовала вторая волна переселенцев из различных областей Украины. Указом Президиума Верховного Совета РСФСР от 18 мая 1948 года, Ногай-Таму присоединилили к Ново-Крымскому.